# Ischnorhina surinamensis
Ischnorhina surinamensis är en insektsart som beskrevs av Schmidt 1920. Ischnorhina surinamensis ingår i släktet Ischnorhina och familjen spottstritar. Inga underarter finns listade i Catalogue of Life.